# فيليكس ألفاريز
فيليكس ألفاريز (بالألمانية: Felix Álvarez) (و. 1966 – م) هو لاعب كرة قدم، من أندورا.

## روابط خارجية
- فيليكس ألفاريز على موقع قاعدة بيانات كرة القدم.إي يو (الإنجليزية)
- فيليكس ألفاريز على موقع ناشيونال فوتبول تيمز (الإنجليزية)
- فيليكس ألفاريز على موقع Soccerway.com (الإنجليزية)